# Gloria (álbum de Sam Smith)
Gloria es el cuarto álbum de estudio del cantante y compositor inglés Sam Smith, publicado el 27 de enero de 2023 a través de Capitol Records. Es el primer álbum de Smith desde Love Goes (2020). Le precedieron los sencillos "Love Me More", "Unholy", una colaboración con Kim Petras, y "Gimme", una colaboración con Koffee y Jessie Reyez. "Unholy" se promocionó como sencillo principal y encabezó las listas de Australia, Austria, Canadá, Irlanda, Nueva Zelanda, Reino Unido y Estados Unidos, convirtiéndose en el primer éxito de Smith y Petras en este último país. Tras su publicación, el álbum recibió críticas generalmente favorables de la crítica musical.

## Antecedentes y grabación
El álbum se grabó entre Los Ángeles, Londres y Jamaica, con Smith trabajando con colaboradores habituales Jimmy Napes, Stargate e Ilya Salmanzadeh, además de esperar nuevas colaboraciones de Los Hendrix, Max Martin y Calvin Harris. Smith declaró que el álbum "se siente como una mayoría de edad" y le hizo "pasar por algunos momentos oscuros", y expresó su esperanza de que también pudiera ser un "faro" para los oyentes. Un comunicado de prensa lo calificó de "revolución personal" para Smith, ya que contiene el "sonido deslumbrante, suntuoso, sofisticado, inesperado y, en ocasiones, emocionante y vanguardista del corazón creativo actual de Sam", así como letras sobre "sexo, mentiras, pasión, autoexpresión e imperfección".

## Promoción
Smith anunció el álbum en sus cuentas de redes sociales el 17 de octubre de 2022, escribiendo una nota a sus "queridísimos marineros", nombre que Smith da a sus aficionados, y compartiendo el arte de la portada, un retrato de Smith con el pelo decolorado luciendo un pendiente dorado de un ancla y una perla.

## Sencillos
La primera canción que se publicó del álbum fue el sencillo "Love Me More" el 28 de abril de 2022. "Unholy", una colaboración con la cantante alemana Kim Petras, le siguió el 22 de septiembre de 2022 y se promocionó como el sencillo principal. Alcanzó el número uno en varios países, como Australia, Canadá, Reino Unido y Estados Unidos, así como en el número uno de la lista Billboard Global 200.
La canción "Gimme" se publicó como tercer sencillo del álbum el 11 de enero de 2023. Se trata de una colaboración con la cantautora canadiense Jessie Reyez y la cantante jamaiquina Koffee.
El 27 de enero de 2023, el mismo día del lanzamiento del álbum, se publicó "I'm Not Here to Make Friends" como cuarto sencillo.

### Sencillos promocionales
"Gloria" se publicó el 20 de enero de 2023, siete días antes que Gloria, como single promocional.

## Recepción crítica
Gloria recibió una puntuación de 69 sobre 100 basada en 11 reseñas en el agregador de reseñas Metacritic, lo que indica una recepción "generalmente favorable". El agregador AnyDecentMusic? le dio 6,1 sobre 10, basándose en su valoración del consenso de la crítica. Maura Johnston de Rolling Stone calificó Gloria como "el álbum más profundo de Smith hasta la fecha" y lo describió como "una colección compacta y fluida de canciones pop que muestran la versatilidad vocal de Smith y su crecimiento personal" con letras sobre "las experiencias de Smith como una persona queer que fue criada como católica". Gary Bushell del Daily Express encontró el álbum "menos sombrío que el Love Goes de 2020, hermoso en algunos momentos y lleno de sorpresas". Nick Levine de NME escribió que el álbum "es realmente el más sorprendente, satisfactorio y vital trabajo de la carrera de [Smith]" y en su corazón es una "exploración personal de la experiencia queer más amplia que recuerda al clásico álbum de George Michael de 1996 Older".
En su crítica del álbum para The Guardian, Alexis Petridis se mostró crítico con las afirmaciones de "experimentación" de la nota de prensa, escribiendo que aunque hay "toques de R&B, trap y disco" entre las baladas y temas similares a su "sonido dirigido por piano" de anteriores lanzamientos, "sigue habiendo algo decepcionante en Gloria: la sensación de que es más de lo mismo prevalece más de lo que debería". David Smyth, del Evening Standard, opinó que "Unholy", una "obra maestra del sinsentido hipersexualizado", "sobresale escandalosamente en medio de este cuarto álbum", ya que el resto de los temas son "más bien grises" en comparación. Smyth concluyó que es "una pena que las canciones, por muy bien elaboradas que estén, no siempre estén a la altura de la autoestima" de las letras de Smith.
Escribiendo para Pitchfork, Jamieson Cox opinó que a estas alturas de la carrera de Smith, "un artista cuya escritura ha tendido durante mucho tiempo hacia lo soso e impersonal ha crecido en una visión e identidad que puede verse comprometida por características mediocres" como las de Jessie Reyez, con Cox calificando "Gimme" y "Perfect" de "anodinas en el mejor de los casos y chirriantes en el peor", y Ed Sheeran, con Cox encontrando "Who We Love" "básicamente [. ..] el 'Same Love' de Sheeran", con una letra que presenta "escenas trilladas".
Emma Madden, crítica de Metro, dio al álbum dos de cinco estrellas, escribiendo que "el sexo y la homosexualidad están presentes en el álbum, pero de una manera que parece hecha por obligación [...] Las referencias son muy torpes y obvias". Madden también opinó que Gloria es "descuidado y confuso".

## Rendimiento comercial
Gloria debutó en el número uno de la UK Albums Chart con 14.155 unidades, convirtiéndose en el tercer álbum no consecutivo del cantante en alcanzar la cima, uniéndose a In the Lonely Hour (2014) y The Thrill of It All (2017). En Australia, Gloria se convirtió en el primer álbum de la cantante en debutar en lo más alto de la ARIA Albums Chart y el segundo número uno en total.
El álbum debutó en el número siete de la lista estadounidense Billboard 200 con 39.000 unidades equivalentes a un álbum, lo que supuso para Smith su cuarto álbum en el top-10 estadounidense.
A fecha de febrero de 2023, Gloria ha vendido más de 1,6 millones de unidades en todo el mundo.

## Lista de Canciones
| Gloria standard edition track listing |                                     |             |          |  |
| N.º                                   | Título                              | Producer(s) | Duración |  |
| 1.                                    | «Love Me More»                      | Smith       | 3:23     |  |
| 2.                                    | «No God»                            | Smith       | 3:17     |  |
| 3.                                    | «Hurting Interlude»                 |             | 0:18     |  |
| 4.                                    | «Lose You»                          | Smith       | 3:10     |  |
| 5.                                    | «Perfect» (con Jessie Reyez)        | Smith       | 3:51     |  |
| 6.                                    | «Unholy» (con Kim Petras)           | Smith       | 2:36     |  |
| 7.                                    | «How to Cry»                        | Smith       | 2:40     |  |
| 8.                                    | «Six Shots»                         | Smith       | 2:30     |  |
| 9.                                    | «Gimme» (con Koffee & Jessie Reyez) | Smith       | 2:49     |  |
| 10.                                   | «Dorothy's Interlude»               |             | 0:08     |  |
| 11.                                   | «I'm Not Here to Make Friends»      | Smith       | 3:49     |  |
| 12.                                   | «Gloria»                            | Smith       | 1:50     |  |
| 13.                                   | «Who We Love» (con Ed Sheeran)      | Mac         | 2:42     |  |
| 33:03                                 |                                     |             |          |  |

| Japanese and selected physical editions bonus tracks |                 |             |          |  |
| N.º                                                  | Título          | Producer(s) | Duración |  |
| 14.                                                  | «Heavenly Sent» |             | 2:49     |  |
| 15.                                                  | «Kissing You»   |             | 4:55     |  |
| 40:55                                                |                 |             |          |  |

| Apple Music Edition bonus disc |                                                             |          |  |
| N.º                            | Título                                                      | Duración |  |
| 1.                             | «Stay with Me» (live from the Royal Albert Hall)            | 4:13     |  |
| 2.                             | «I'm Not the Only One» (live from the Royal Albert Hall)    | 3:54     |  |
| 3.                             | «Too Good at Goodbyes» (live from the Royal Albert Hall)    | 4:31     |  |
| 4.                             | «How Do You Sleep?» (live from the Royal Albert Hall)       | 3:55     |  |
| 5.                             | «Dancing with a Stranger» (live from the Royal Albert Hall) | 4:10     |  |
| 6.                             | «Lose You» (live from the Royal Albert Hall)                | 3:37     |  |
| 7.                             | «Unholy» (con Kim Petras; live from the Royal Albert Hall)  | 3:59     |  |
| 28:19                          |                                                             |          |  |

## Personal
Músicos
- Sam Smith - voz (1, 2, 4-9, 11-13), programación (pistas 3, 10), coros (6)
- Jodi Milliner - bajo (1, 2, 5, 7, 8)
- Ben Jones - guitarra (1, 2, 5, 7, 8, 11)
- Reuben James - órgano (1), Rhodes (2, 8), piano (5, 8)
- Jimmy Napes - programación (1, 2, 4, 5, 9), coros (6)
- Mikkel S. Eriksen - programación (1, 2, 5, 9)
- Tor Erik Hermansen - programación (1, 2, 5, 9)
- Alexis Marche Addison - voces adicionales (1)
- Amber Clemons - voz adicional (1)
- Ant Clemons - voz adicional (1)
- Ashley Clemons - voz adicional (1)
- Cedric Jackson II - voz adicional (1)
- Daniel Cagan - voz adicional (1)
- Darien Champagne - voz adicional (1)
- Dylan Del-Olmo - voz adicional (1)
- Eric Bellinger - voz adicional (1)
- Jasmine "GoGo" Morrow - voz adicional (1)
- Jeremih - voz adicional (1)
- Julian Blake Ray - voz adicional (1)
- Julian Tabb - voz adicional (1)
- Jwan Anthony - voz adicional (1)
- Scott Carter - voz adicional (1)
- Shameka Marie - voz adicional (1)
- Solomon Fulton - voz adicional (1)
- Tayler Green - voz adicional (1)
- Ty Dolla Sign - voz adicional (1)
- Vanessa "Nettie" Wood - voz adicional (1)
- Jerry Wonda - bajo (1)
- Ladonna Young - coros (2, 8, 9), voces (4)
- Vula Malinga - coros (2, 8, 9), voces (4)
- Patrick Linton - coros (2, 9), voces (4)
- Chris Worsey - violonchelo (2, 3, 5, 6, 8, 11, 13)
- Ian Burdge - violonchelo (2, 3, 5, 6, 8, 11, 13)
- Tony Woollard - violonchelo (2, 3, 5, 6, 8, 11, 13)
- Vicky Matthews - violonchelo (2, 3, 5, 6, 8, 11, 13)
- Chris Laurence - contrabajo (2, 3, 5, 6, 8, 11, 13)
- Stacey Watton - contrabajo (2, 3, 5, 6, 8, 11, 13)
- Earl Harvin - batería (2, 5, 8)
- Simon Hale - arreglo de cuerda (2, 3, 5, 6, 8, 11, 13)
- Adrian Smith - viola (2, 3, 5, 6, 8, 11, 13)
- Andy Parker - viola (2, 3, 5, 6, 8, 11, 13)
- Jenny Lewisohn - viola (2, 3, 5, 6, 8, 11, 13)
- John Metcalfe (compositor)|John Metcalfe]] - viola (2, 3, 5, 6, 8, 11, 13)
- Reiad Chibah - viola (2, 3, 5, 6, 8, 11, 13)
- Charis Jenson - violín (2, 3, 5, 6, 8, 11, 13)
- Charlie Brown - violín (2, 3, 5, 6, 8, 11, 13)
- Everton Nelson - violín (2, 3, 5, 6, 8, 11, 13)
- Ian Humphries - violín (2, 3, 5, 6, 8, 11, 13)
- Louisa Fuller - violín (2, 3, 5, 6, 8, 11, 13)
- Lucy Wilkins - violín (2, 3, 5, 6, 8, 11, 13)
- Marianne Haynes - violín (2, 3, 5, 6, 8, 11, 13)
- Natalia Bonner - violín (2, 3, 5, 6, 8, 11, 13)
- Patrick Kiernan - violín (2, 3, 5, 6, 8, 11, 13)
- Perry Montague-Mason - violín (2, 3, 5, 6, 8, 11, 13)
- Richard George - violín (2, 3, 5, 6, 8, 11, 13)
- Steve Morris - violín (2, 3, 5, 6, 8, 11, 13)
- Warren Zielinski - violín (2, 3, 5, 6, 8, 11, 13)
- Blake Slatkin]] - programación (4)
- Cirkut - programación (4), coros (6)
- Ilya Salmanzadeh|Ilya]] - programación (4), coros (6)
- Omer Fedi - programación (4); bajo, guitarra (7)
- Nuno Bettencourt - guitarra (5)
- Jessie Reyez - voz (5, 9, 11)
- Kim Petras - voz (6)
- Mike Hough - coros (8)
- Loshendrix - programación (8)
- Nez - programación (8)
- Koffee - voz (9)
- Calvin Harris - programación (11)
- Alison Ponsford-Hill - coros (12)
- Andrew Tipple - voz de fondo (12)
- Caroline Fitzgerald - coros (12)
- Catriona Holsgrove - coros (12)
- Christina Gill - coros (12)
- Edmund Hastings - coros (12)
- Edward Ballard - coros (12)
- Edward Grint - coros (12)
- Elizabeth Poole - voz de fondo (12)
- George Cook - coros (12)
- Henry Moss - coros (12)
- Jacqueline Barron - coros (12)
- James Botcher - coros (12)
- James Davey - coros (12)
- Jenni Harper - coros (12)
- Jonathan Wood - coros (12)
- Judi Brown - coros (12)
- Ksynia Loeffler - coros (12)
- Lotte Betts-Dean - coros (12)
- Natalie Clifton Griffith - coros (12)
- Philip Brown - coros (12)
- Philippa Murray - coros (12)
- Robin Bailey - coros (12)
- Ruth Kiang - coros (12)
- Sara Davey - coros (12)
- Steve Trowell - coros (12)
- Vanessa Heine - coros (12)
- Victoria Meteyard - coros (12)
- London Voices - coro (12)
- Lucy Goddard - corista (12)
- Ben Parry - dirección musical (12)
- Johnny McDaid - bajo, guitarra (13)
- Chris Laws - batería (13)
- Steve Mac - teclados (13)
- Ed Sheeran - voz (13)

Técnicos
- Randy Merrill - masterización
- Kevin "KD" Davis - mezcla (1)
- Steve Fitzmaurice]] - mezcla (2, 3, 5, 8-11, 13)
- Serban Ghenea - mezcla (4, 6, 7)
- David Odlum - mezcla (12)
- Gus Pirelli - ingeniería (1, 2, 4-9, 11-13)
- Mikkel S. Eriksen - ingeniería (1, 2, 5, 9, 11)
- Gordon Davidson - ingeniería (2-6, 8, 11-13)
- Chris Laws - ingeniería (13)
- Dan Pursey - ingeniería (13)
- Freddie Light - ingeniería adicional (2-6, 8, 11-13)
- George Oulton - ingeniería adicional (2-6, 8, 11-13)
- Bryce Bordone - asistencia en mezclas (4, 6, 7)
- Thomas Warren - asistencia de ingeniería (1)
- Ed Farrell: asistencia de ingeniería (2, 4-9, 11)
- Miles Wheway - asistencia de ingeniería (2-6, 8, 11, 13)
- Natalia Milanesi - asistencia de ingeniería (2-6, 8, 11, 13)
- Ira Grylack - asistencia de ingeniería (4, 6-8)
- Lance Powell - asistencia de ingeniería (8, 12)

## Charts
| Chart (2023)                        | Peak position |
| ----------------------------------- | ------------- |
| Australia (ARIA)                    | 1             |
| Austria (Ö3 Austria)                | 8             |
| Bélgica (Ultratop flamenca)         | 4             |
| Bélgica (Ultratop valona)           | 11            |
| Canadá (Billboard Canadian Albums)  | 4             |
| Países Bajos (Album Top 100)        | 2             |
| Dinamarca (Hitlisten)               | 14            |
| Finlandia (Suomen Virallinen Lista) | 12            |
| Francia (SNEP)                      | 21            |
| Alemania (Offizielle Top 100)       | 6             |
| Irlanda (OCC)                       | 1             |
| Italia (FIMI)                       | 20            |
| Japón (Oricon)                      | 26            |
| Japón (Billboard Japan)             | 52            |
| Lituania (AGATA)                    | 7             |
| Nueva Zelanda (RMNZ)                | 2             |
| Noruega (VG-lista)                  | 4             |
| Escocia (Scottish Albums Chart)     | 1             |
| España (PROMUSICAE)                 | 11            |
| Suecia (Sverigetopplistan)          | 16            |
| Suiza (Schweizer Hitparade)         | 2             |
| Reino Unido (UK Albums Chart)       | 1             |
| Estados Unidos (Billboard 200)      | 7             |

## Historial de lanzamiento
| Región | Fecha               | Formato                                 | Etiqueta | Ref.  |
| ------ | ------------------- | --------------------------------------- | -------- | ----- |
| Varios | 27 de enero de 2023 | Casete CD descarga digital streaming LP | Capitol  | [ 5 ] |